# راس امليل (رأس أومليل)
راس امليل هي إحدى مشيخات المملكة المغربية، تتبع جغرافيا لإقليم كلميم وإداريًا لرأس أومليل. يقدر عدد سكانها بـ 520 نسمة حسب الإحصاء الرسمي للسكان والسكنى لسنة 2004.